# Cinitaprida

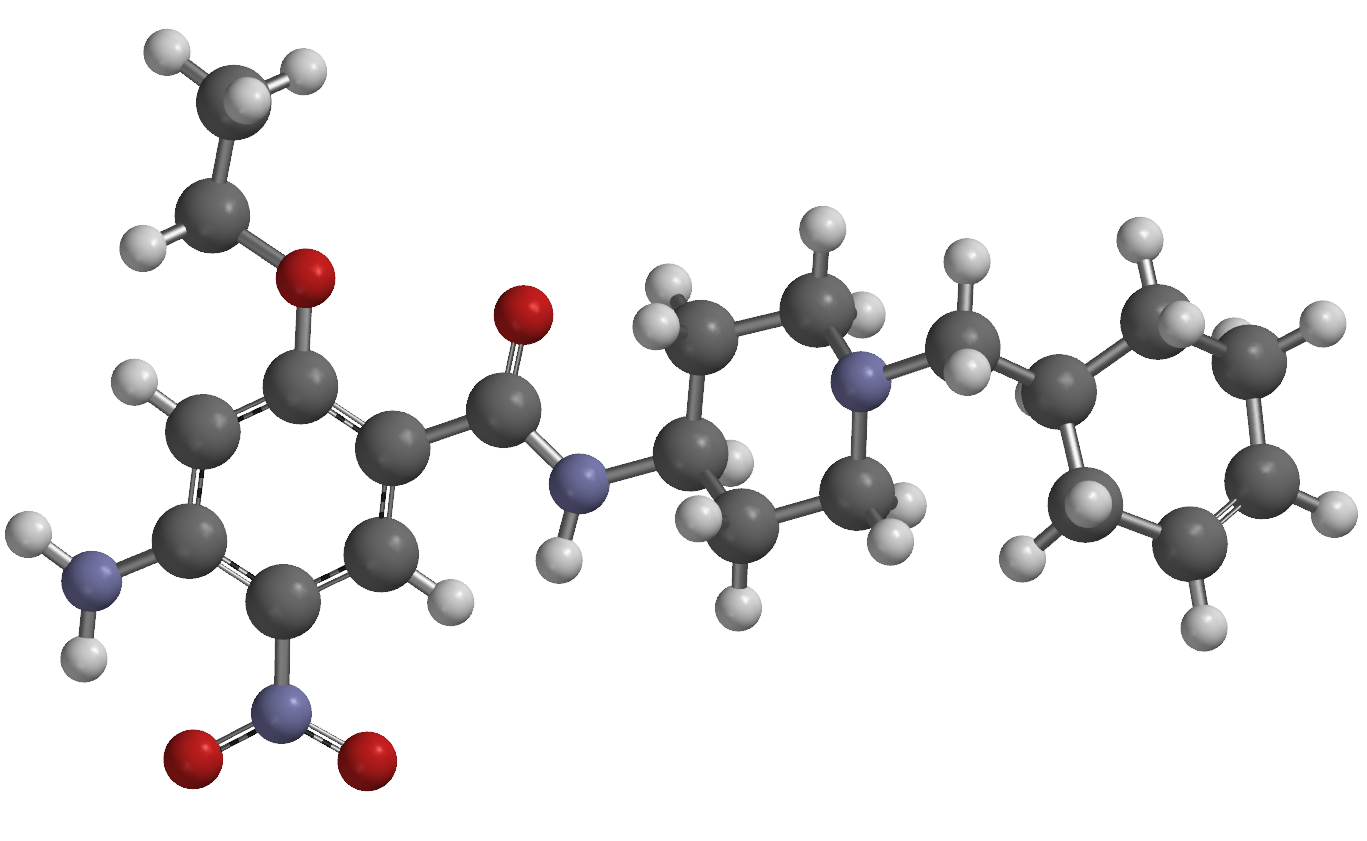
Estructura de la cinitaprida

La cinitaprida (nombres comerciales Cintapro, Pemix, Rogastril) es un agente procinético y antiulceroso de la clase benzamida que se comercializa en Argentina, España, India, México y Pakistán. Actúa como un agonista de los receptores 5-HT1 y 5-HT4 y como un antagonista de los receptores 5-HT2. [cita requerida]
Está indicado para el tratamiento de trastornos gastrointestinales asociados con trastornos de la motilidad tales como la enfermedad por reflujo gastroesofágico, dispepsia no ulcerosa y retraso del vaciado gástrico.
- Datos: Q5121012
- Multimedia: Cinitapride / Q5121012